# Spindasis menelas
Spindasis menelas är en fjärilsart som beskrevs av Druce 1907. Spindasis menelas ingår i släktet Spindasis och familjen juvelvingar. Inga underarter finns listade i Catalogue of Life.